# Wereldbeker schaatsen 2004/2005 - Ploegenachtervolging vrouwen
De kalender voor de eerste officiële editie van de ploegenachtervolging vrouwen tijdens de wereldbeker schaatsen 2004/2005 zag er als volgt uit:
| Race | Plaats          | Datum            |
| ---- | --------------- | ---------------- |
| 1    | Hamar           | 14 november 2004 |
| 2    | Berlijn         | 20 november 2004 |
| 3    | Baselga di Pinè | 30 januari 2005  |

## Podia
| Wedstrijd:      | Goud:                                             | Tijd       | Zilver:                                                        | Tijd    | Brons:                                                          | Tijd    |
| Hamar           | Canada Kristina Groves Clara Hughes Cindy Klassen | 3.05,49 WR | Verenigde Staten Maria Lamb Catherine Raney Jennifer Rodriguez | 3.05,69 | Japan Eriko Ishino Nami Nemoto Maki Tabata                      | 3.06,51 |
| Berlijn         | Canada Kristina Groves Clara Hughes Cindy Klassen | 3.03,07 WR | Japan Eriko Ishino Nami Nemoto Maki Tabata                     | 3.03,21 | Verenigde Staten Jennifer Rodriguez Catherine Raney Chris Witty | 3.04,58 |
| Baselga di Pinè | Japan Eriko Ishino Maki Tabata Nami Nemoto        | 3.11,53    | Nederland Frédérique Ankoné Jenita Hulzebosch-Smit Marja Vis   | 3.13,69 | Italië Adelia Marra Chiara Simionato Nicola Mayr                | 3.13,73 |

## Eindstand
In de wereldbekerwedstrijden deden van sommigen landen (o.a. Canada, Duitsland, Japan en de Verenigde Staten) meerdere teams mee waarbij alleen de snelste tijd telde voor de berekening van het puntenaantal.
| #      | Land             | HAM | BER | BAS | Totaal |
| ------ | ---------------- | --- | --- | --- | ------ |
| Goud   | Japan            | 70  | 80  | 100 | 250    |
| Zilver | Canada           | 100 | 100 | -   | 200    |
| Brons  | Nederland        | 60  | 60  | 80  | 200    |
| 4      | Verenigde Staten | 80  | 70  | 50  | 200    |
| 5      | Italië           | 40  | 50  | 70  | 160    |
| 6      | Duitsland        | 50  | 32  | 60  | 142    |
| 7      | China            | 45  | 40  | -   | 85     |
| 8      | Rusland          | 36  | 45  | -   | 81     |
| 9      | Noorwegen        | 32  | 36  | -   | 68     |
| 10     | Roemenië         | 28  | 28  | -   | 56     |
| 11     | Polen            | -   | 24  | -   | 24     |